# Naiqama Lalabalavu
Naiqama Tawakecolati Lalabalavu (23 dicembre 1953) è un politico figiano, presidente delle Figi dal 2024.

## Biografia
È nato nel 1953 dal ratu Glanville Lalabalavu. Venne cresciuto dalla madre Unaisi mentre il padre prestava servizio come militare.
Frequentò la scuola elementare metodista di Suva, la Dudley Intermediate and Secondary School e la Ratu Sukuna Memorial School.
Conseguì un master in sviluppo internazionale presso l'Università Clark e un diploma post-laurea presso il Development Study Centre di Israele in pianificazione integrata dello sviluppo rurale o regionale; studiò per un breve periodo anche all'Università Harvard.
Lavorò per ventisei anni nel Native Land Trust Board (TLTB) come valutatore immobiliare. Succedette a suo padre, deceduto nel 1999, nell'incarico di Tui Cakau, cioè di capo supremo della popolazione della provincia di Cakaudrove.

### Attività politica
È stato ministro degli affari e delle terre i-Taukei, delle risorse minerarie, dei trasporti e dell'aviazione civile.
È stato eletto presidente delle Figi il 31 ottobre 2024, vincendo con 37 voti contro Meli Tora Tavaiqia.

## Vita privata
È padre del politico Atonio.